# Pine Level (Alabama)
Pine Level es un lugar designado por el censo ubicado en el condado de Autauga en el estado estadounidense de Alabama. En el Censo de 2010 tenía una población de 4183 habitantes y una densidad poblacional de 104,58 personas por km².

## Geografía
Pine Level se encuentra ubicado en las coordenadas 32°34′46″N 86°27′16″O / 32.57944, -86.45444. Según la Oficina del Censo de los Estados Unidos, Pine Level tiene una superficie total de 64.37 km², de la cual 64.25 km² corresponden a tierra firme y (0.21%) 0.13 km² es agua.

## Demografía
Según el censo de 2010, había 4183 personas residiendo en Pine Level. La densidad de población era de 104,58 hab./km². De los 4183 habitantes, Pine Level estaba compuesto por el 91.99% blancos, el 4.57% eran afroamericanos, el 0.22% eran amerindios, el 0.48% eran asiáticos, el 0.1% eran isleños del Pacífico, el 0.74% eran de otras razas y el 1.91% pertenecían a dos o más razas. Del total de la población el 1.72% eran hispanos o latinos de cualquier raza.